# Synalpheus herricki
Synalpheus herricki är en kräftdjursart som beskrevs av H. Coutière 1909. Synalpheus herricki ingår i släktet Synalpheus och familjen Alpheidae. Inga underarter finns listade i Catalogue of Life.